# Khalilullah I
Khalilullah I, (in persiano خلیل الله یکم‎), anche noto come Sultan-Halil (سلطان-خلیل) (Baku, ... – Baku, 1465), è stato un sovrano azero di Shirvan e figlio di Ibrahim I di Shirvan. Gli succedette il figlio Shirvanshah Farrukh Yassar.

## Biografia
Al tempo del suo regno, Shirvan raggiunse il massimo del suo splendore come stato indipendente, ma nello stesso tempo dovette affrontare molte minacce esterne che si opponevano alla sua esistenza. Il safavide Sheykh Junayd, bisnonno di Shah Ismail I attaccò Shirvan nel 1447 e venne ucciso in battaglia vicino al fiume di Samur, dove fu sepolto. Ciò portò all'inizio di animosità tra maggioranza sunnita, Shirvan e sempre più eterodosse masse scite, Safavidi.
Durante il regno di Khalilullah la città di Baku vide sorgere importanti miglioramenti e la costruzione del Palazzo degli Shirvanshah, complesso costruito come reggia e nello stesso tempo memoriale della dinastia. Lo Shah e la sua famiglia erano tumulati nel terreno intorno al Palazzo che era sede anche dell'ordine religioso Helwati Sufi. Dopo che Baku venne conquistata da Shah Ismail I i resti dei sovrani Shirvanshah vennero esumati e dati alle fiamme, anche se le loro tombe sono giunte fino a noi e recentemente restaurate.
Lo Shah provvide alla fortificazione anche di Derbend e Shamakha.